# Riivinjärvi
Riivinjärvi är en sjö i Finland. Den ligger i kommunen Kolari i landskapet Lappland, i den norra delen av landet, 800 km norr om huvudstaden Helsingfors. Riivinjärvi ligger 190 meter över havet. Arean är 4,2 hektar och strandlinjen är 1,45 kilometer lång. Sjön  ingår i Torne älvs huvudavrinningsområde. 